# Iszły
Iszły (ros. Ишлы) – wieś (sieło) w Rosji, w Baszkortostanie, w rejonie aurgazińskim. W 2010 liczyła 884 mieszkańców.